# ステンシル体

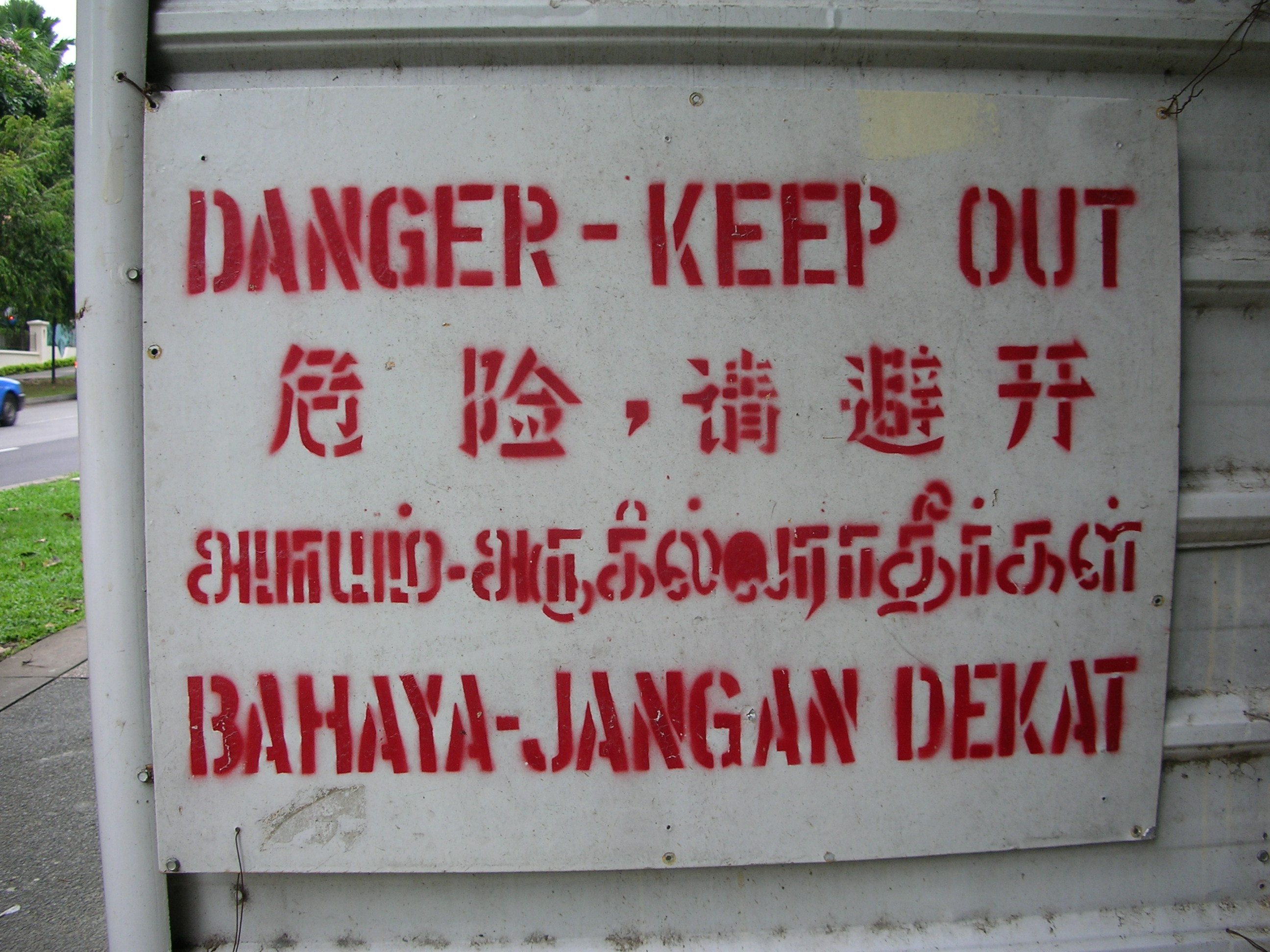
ステンシル体で描かれた様々な言語の文字

ステンシル体 (すてんしるたい) は、ステンシルテンプレートを使った文字転写に使われている書体である。元々はステンシルテンプレートの制限から生まれた書体であったが、活字化され、コンピューターにも搭載されている。
ステンシル体は ISO/IEC 9541-1 (JIS X 4161) において、オーナメント・クラスの中のステンシル・サブクラスとして定義されている。

## 欧文ステンシル体フォント
- Stencil（英語版）[1] - 1937年に登場したステンシル書体。Microsoft Officeにも搭載されている[2]。
- Fakt Slab Stencil - Macに搭載されている[3]ステンシル体フォント。

## 日本語ステンシル体フォント
- 写研
  - ナミン[1]
- ダイナフォント
  - POPステンシル (華康彩帶體) - ポップ体のPOP1体派生
- モトヤ
  - モトヤステンシルアポロ[4] - タイポス系のモトヤアポロ派生
- フォントグラフィック (カフェ「ザグリ」)
  - FGゼロラバウル - ゴシック体のFGゼロゴシック派生
- フロップデザイン
  - 装甲明朝 - 明朝体の源ノ明朝派生[5]

## 主な採用例
- ガスボンベ
- 消火栓などの消防用設備
- 輸出入に使われていた木箱の荷印 (シッピングマーク)[6]
- 麻袋[6]・樽[6]・ドラム缶[7]
- 鋼管[7]
- 戦闘機などのミリタリー関連
- ゆりかもめの駅名標